# Vahl-lès-Faulquemont
Vahl-lès-Faulquemont – miejscowość i gmina we Francji, w regionie Grand Est, w departamencie Mozela.
Według danych na rok 1990 gminę zamieszkiwało 236 osób, a gęstość zaludnienia wynosiła 38 osób/km² (wśród 2335 gmin Lotaryngii Vahl-lès-Faulquemont plasuje się na 810. miejscu pod względem liczby ludności, natomiast pod względem powierzchni na miejscu 904.).